# آتوگریل
آتوگریل (به ایتالیایی: Autogrill) شرکت چندملیتی و ایتالیایی خرده‌فروشی و خدمات موادغذایی است، که ۵۹٪ درصد از سهام آن، در اختیار خانواده بنتون می‌باشد.
شرکت آتوگریل خدمات خود را در ۴۰ کشور ارائه می‌نماید، که تمرکز اصلی آن در اروپا و آمریکای شمالی است. این شرکت دارای بیش از ۲۵۰ برند مختلف در زمینه مواد غذایی می‌باشد.
بالغ بر ۹۰ درصد از درآمد شرکت آتوگریل از طریق مراکز خدماتی مستقر در پایانه‌های مسافربری، فرودگاه‌ها و ایستگاه‌های خدماتی واقع در آزادراه‌ها تأمین می‌شود.